# هکتور روداس
هکتور روداس (انگلیسی: Héctor Rodas؛ زادهٔ ۷ مارس ۱۹۸۸) یک بازیکن فوتبال اهل اسپانیا است.